# Psilocurus modestus
Psilocurus modestus là một loài ruồi trong họ Asilidae. Psilocurus modestus được Williston miêu tả năm 1893. Loài này phân bố ở vùng Tân Bắc giới.